# 黄冠群
黄冠群（1911年—1992年9月7日），江苏南通人，中华人民共和国翻译家。

## 生平
1936年毕业于清华大学外语系。曾任中山大学、同济大学教授。擅长翻译工作，专长英语语音学。译有《英语语音学》。著有《浪漫派诗人约翰·济慈》等。1992年9月7日逝世，享年82岁。